# Catet

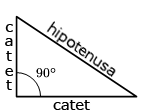
Triangle rectangle

Un catet, en geometria, és qualsevol dels dos costats menors (adjacents) d'un triangle rectangle -els que conformen l'angle recte. El costat més gran s'anomena hipotenusa-el que és oposat a l'angle recte.
En els triangles que no són rectangles només s'aplica la denominació de "costats" (no hi ha catets ni hipotenusa), és a dir, els costats no són ni hipotenusa ni catets, ja que no es pot aplicar la fórmula de Pitàgores.

## Propietats dels catets
Teorema de Pitàgores:

Triange rectangle

- El quadrat de la longitud de la hipotenusa és igual a la suma dels quadrats dels catets.

 a² = b² + c² 
A la figura, els costats  b  i  c  són els catets i  a  la hipotenusa.
Projeccions ortogonals:
- La longitud de la hipotenusa és igual a la suma de les projeccions ortogonals dels dos catets.

- El quadrat de la longitud d'un catet és igual al producte de la seva projecció ortogonal sobre la hipotenusa per la longitud d'aquesta.

 b ² = a · m
 c ² = a · n 
És a dir, la longitud d'un catet  b  és la mitjana proporcional entre les longituds de la seva projecció  m i la de la hipotenusa  a .
 a/b = b/m
 a/c = c/n 
A la figura, la hipotenusa és el costat a i els catets són els costats  b  i  c . La projecció ortogonal de  b  és  m , i la de  c  és  n .

## Raons trigonomètriques
Mitjançant raons trigonomètriques es pot obtenir el valor dels angles aguts del triangle rectangle. Respecte d'un angle, un catet s'anomena adjacent o contigu, si conforma l'angle juntament amb la hipotenusa, i oposat si no forma part de l'angle donat.

Raons trigonomètriques

Coneguda la longitud dels catets {\displaystyle b\,} i {\displaystyle a\,}, la raó entre tots dos és:
{\displaystyle {\frac {b}{a}}=\tan(\beta )\,}
per tant, la funció trigonomètrica inversa és:
{\displaystyle \beta \ =\arctan \left({\frac {b}{a}}\right)\,}
sent {\displaystyle \beta \,} el valor de l'angle oposat al catet {\displaystyle b\,}.
L'angle oposat al catet {\displaystyle a\,}, anomenat {\displaystyle \alpha \,}, tindrà el valor:
{\displaystyle \alpha \,} = 90 º - {\displaystyle \beta \,}